# گروسویترسدورف
گروسویترسدورف (به آلمانی: Großeutersdorf) یک شهر در آلمان است که در زاله‌هلتسلاند واقع شده‌است. گروسویترسدورف ۲۶۷ نفر جمعیت دارد.